# 塞巴赫河 (伊薩爾河支流)
48°14′1.4″N 11°40′14.3″E / 48.233722°N 11.670639°E

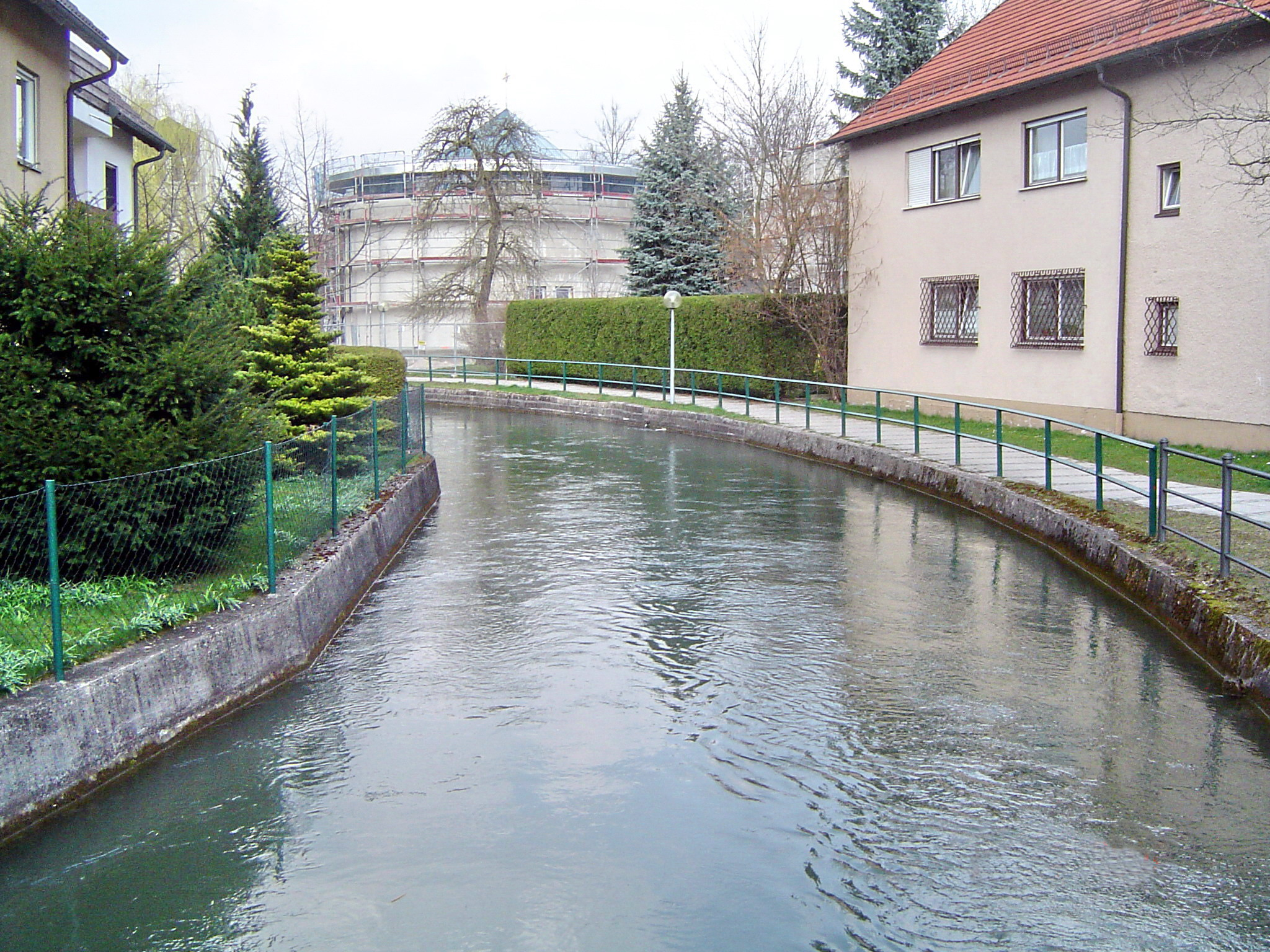

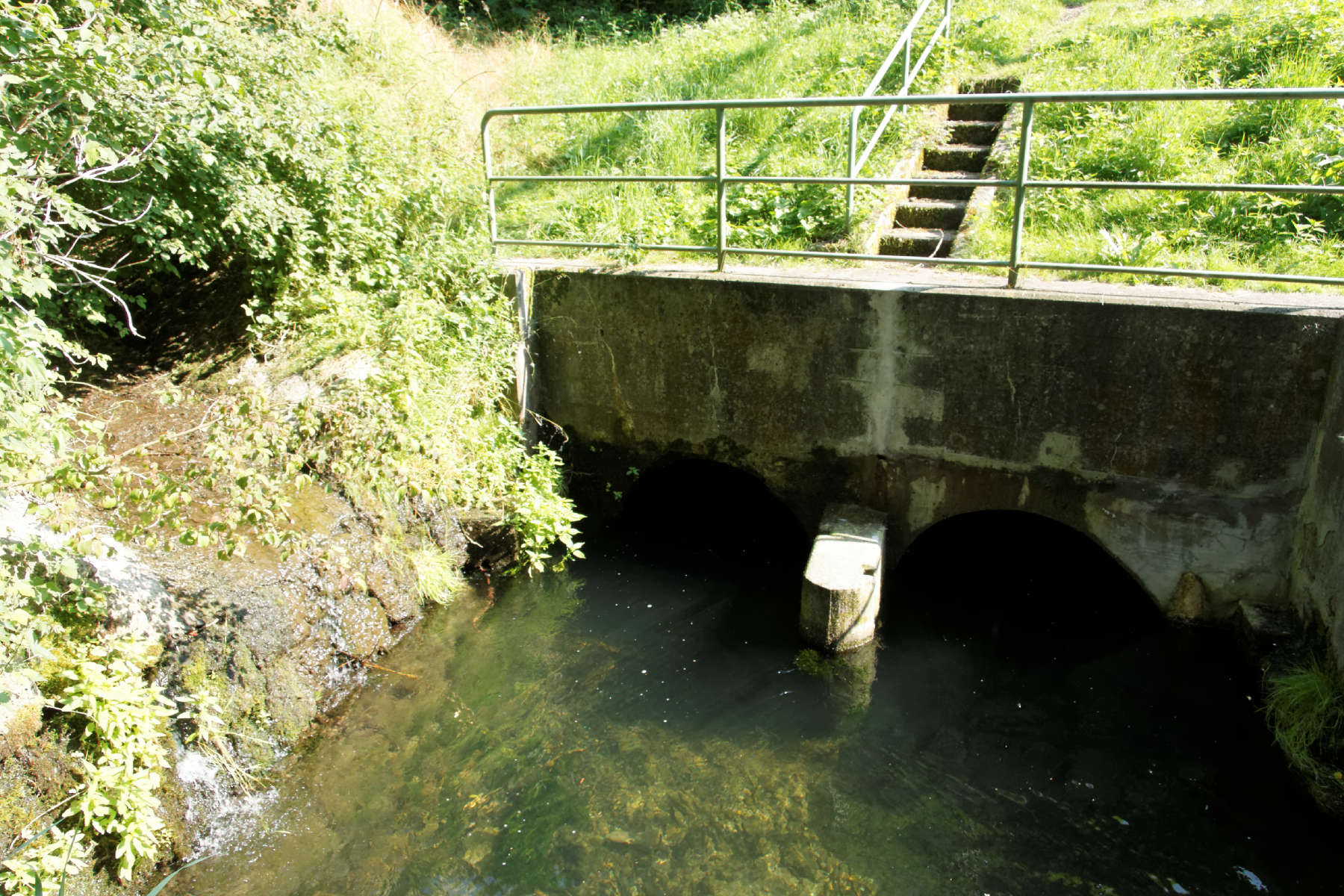

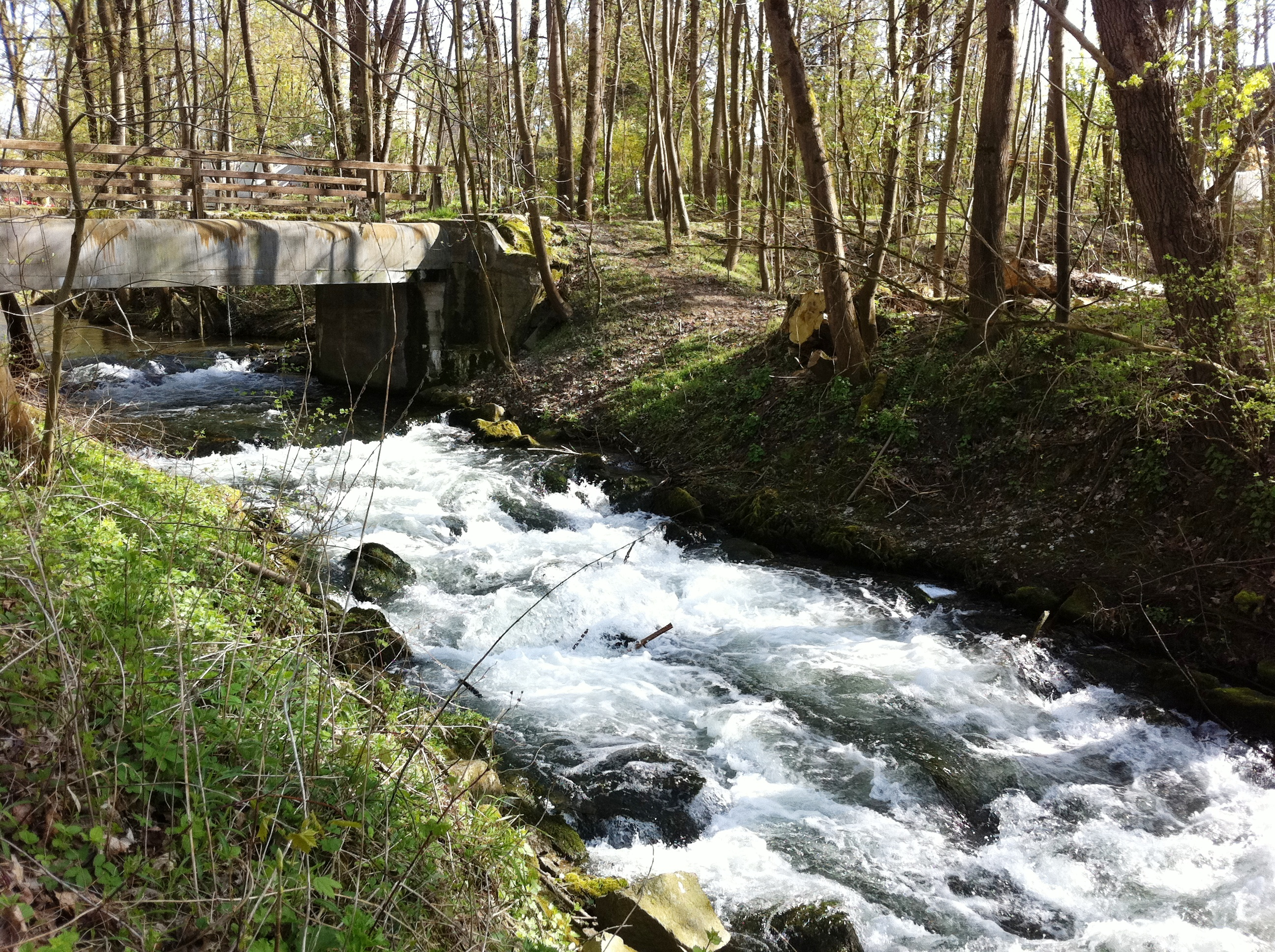

塞巴赫河（德語：Seebach），是德國的河流，位於該國東南部，由巴伐利亞負責管轄，屬於伊薩爾河的支流，河道全長3.5公里，流經慕尼黑縣，河口處在伊斯馬寧。